# Kanoia
Kanoia is een geslacht van weekdieren uit de klasse van de Gastropoda (slakken).

## Soorten
- Kanoia meroglypta (McLean & Quinn, 1987)
- Kanoia myronfeinbergi Warén & Rouse, 2016